# Stazione di Molare
La stazione di Molare è una fermata ferroviaria della linea Acqui Terme–Ovada-Genova, tratto meridionale della linea storicamente denominata Asti-Genova, posta in località Coinova di Ovada a circa 700 metri dal comune di Molare, da cui prende il nome.

## Storia
La stazione di Molare venne attivata il 18 giugno 1893, all'apertura del tronco da Asti a Ovada della ferrovia Asti-Genova.
Fu trasformata in fermata nel 1988.

## Strutture e impianti
L'originaria conformazione della stazione comprendeva, oltre al fabbricato viaggiatori e al binario di linea, anche un secondo binario di raddoppio per incroci e uno scalo merci di modeste dimensioni a servizio soprattutto delle segherie e delle fornaci della zona.
Tale scalo era collegato a una cava di ghiaia posta sul greto del torrente Orba, nella località storicamente denominata "Guado dei Muli", mediante una ferrovia Decauville che generava un traffico di carri giornaliero.

## Movimento
La fermata è servita dai treni regionali destinati ad Acqui Terme e a Ovada.

## Servizi
La stazione, che Rete Ferroviaria Italiana classifica nella categoria bronze, dispone di sistema informativo audio e video, nonché
emettitrice automatica di biglietti.

## Interscambi
Presso la stazione effettuano fermata gli autoservizi suburbani svolti da SAAMO.
- Fermata autobus